# Spilogona arenosa
Spilogona arenosa este o specie de muște din genul Spilogona, familia Muscidae. A fost descrisă pentru prima dată de Ringdahl în anul 1918. Conform Catalogue of Life specia Spilogona arenosa nu are subspecii cunoscute.